# SAME

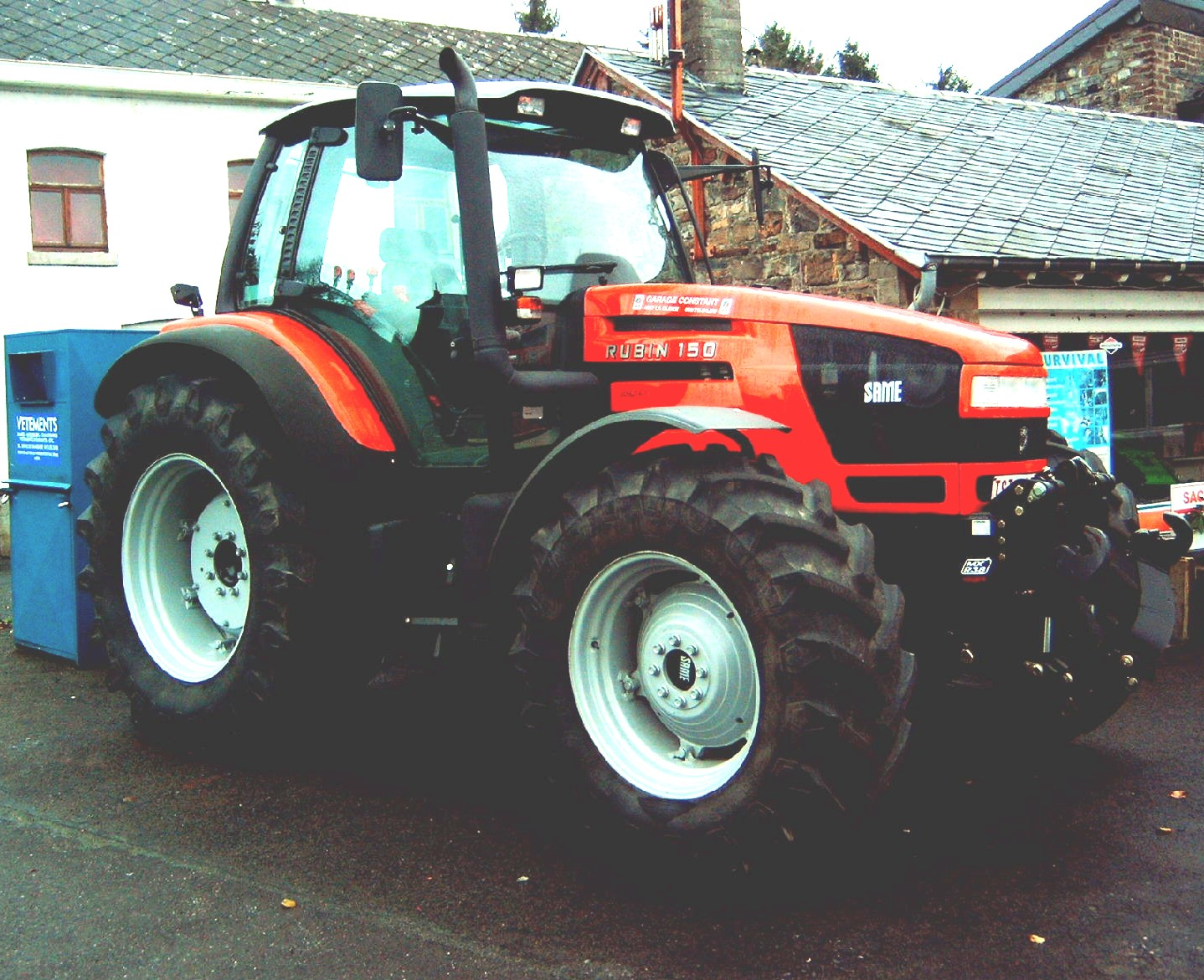
SAME Rubin 150

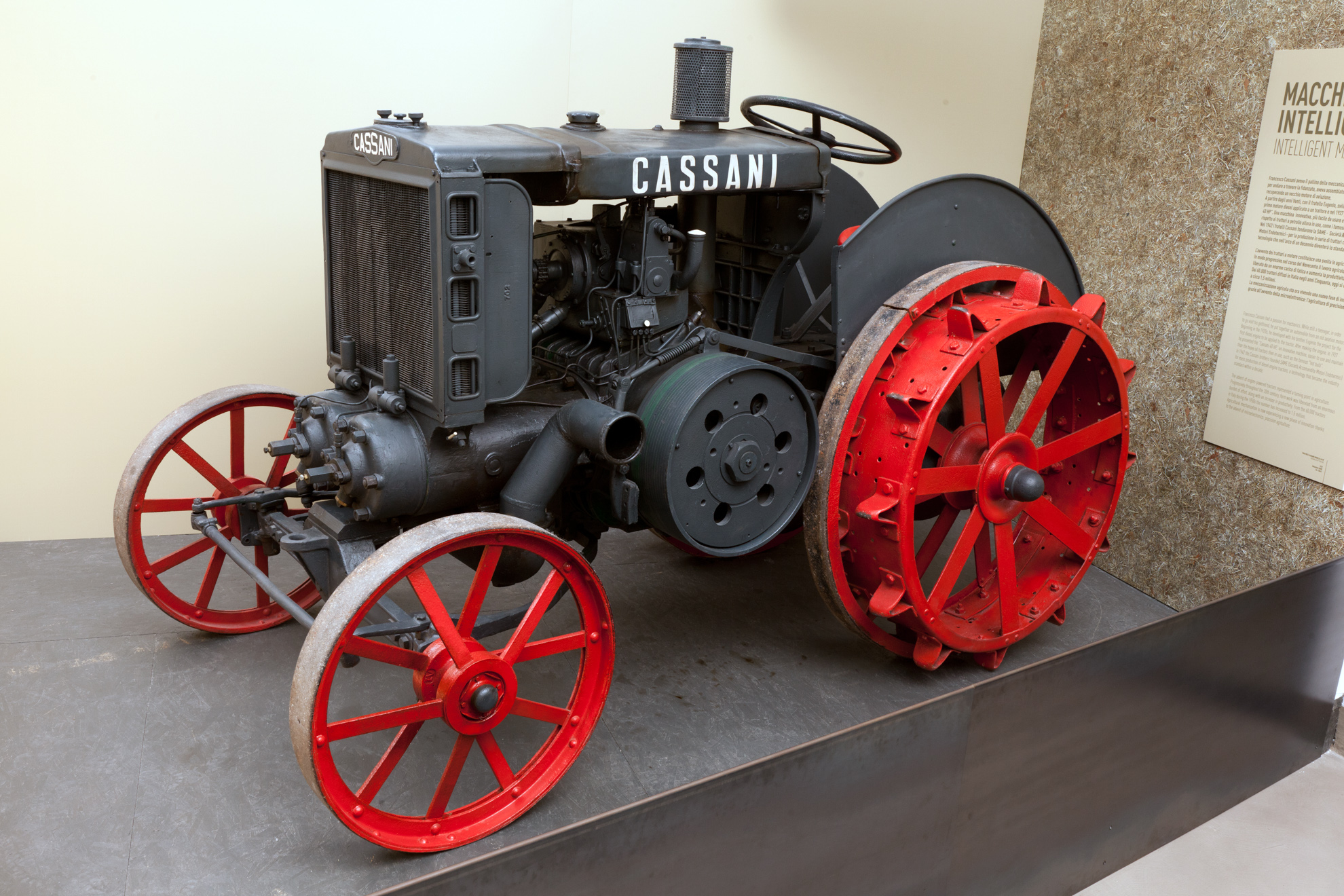
Cassani 40HP in het Museo nazionale della scienza e della tecnologia Leonardo da Vinci te Milaan

SAME (Società Accomandita Motori Endotermici) is een Italiaans tractormerk van SAME Deutz-Fahr (SDF). SDF bestaat uit SAME, Deutz-Fahr, Lamborghini en Hürlimann.
SAME nam in 1973 eerst Lamborghini over, daarna Hürlimann in 1979 en in 1997 het beroemde merk Deutz-Fahr.
In 1927 begon Francesco Cassani in Treviglio, in Italië, met de productie van de Cassani trekker. Hij bouwde tractoren met dieselmotoren voor de land- en tuinbouw, waaronder de eerste tractor met vierwielaandrijving. Veel onderdelen, zoals de versnellingsbakken en de motoren maakt de fabriek zelf.